# Fantomsmärta
Fantomsmärta är smärta som upplevs komma från en amputerad kroppsdel.
Smärtan som upplevelse är verklig. Att den felaktigt lokaliseras till en kroppsdel som inte finns, beror på att signaler från de kvarvarande delarna av de amputerade nerverna uppfattas av centrala nervsystemet, det vill säga av ryggmärgen och slutligen hjärnan, som kommande från den borttagna kroppsdelen.